# CAMP RADIO
『LOGOS presents CAMP RADIO』（ロゴス・プレゼンツ キャンプ・レィディオ）は、日経ラジオ社第1放送で、原則として毎月第1・2・5木曜日21:30-22:30に放送（第3・4週の同時刻は再放送）されている、アウトドアについてのトーク番組・情報番組である。

## 概要
2015年11月放送開始。グラビアアイドル・女優であるMEGUMIは、2008年に第1子を出産してから、自然に触れようと、海・山などのアウトドアライフを追求するようになった。この番組は、そのMEGUMIが、毎月アウトドアライフを満喫する各界の著名人を前後編の2回1セットに分けてインタビューし、アウトドアライフの楽しみ方を発見する。
開始当初から2019年3月までは、第2放送で木曜22:00-23:00で放送されていたが、第2放送の抜本的な放送内容変更・放送時間短縮の影響を受けて、同4月から現在の放送日時と放送チャンネルに移って放送されている。なおゲストコーナーの放送は第1・2週が新作で、第3・4週はそれぞれ再放送となっている。また木曜日が5週ある場合の第5木曜日は、ゲストコーナーはなく、MEGUMIのフリートークが主となっている。
これらの番組はラジオでの放送に加え、協賛スポンサー・LOGOS製品取扱店舗でも配信されている。
2023年3月パーソナリティのMEGUMIが卒業。
2023年4月より、俳優の鈴木康介が新パーソナリティを務める。番組の体裁はMEGUMI担当時とほぼ同じである。
2025年3月パーソナリティの鈴木康介が卒業。
2025年4月より、パーソナリティは月替わりとなる。
- 鶴亀（2025年4月）
- 忠犬立ハチ高（2025年5月）
- グレートマエカワ（2025年6月）
- Furui Riho（2025年7月）
- 才藤歩夢・上田まりえ（2025年8月）